# Гуска, Мартин
Мартин Гуска (Локвис; XIV век — 21 августа 1421, Роуднице-над-Лабем, Земли Чешской короны) — чешский священник-таборит, лидер крайне левого крыла гуситского движения — пикартов.
По свидетельству Хельчицкого, Гуска отличался особенной энергией и рационалистической простотой своих богословских понятий. Он предрекал наступление на земле царства святых и был одним из самых передовых нововводителей в Таборе. В мнениях о пресуществлении он сходился с радикальными таборитами, не признавал «колдовских обычаев» и старался объяснить их здравым смыслом. В проповедях, носивших хилиастический характер, предсказывал появление нового общественного строя, при котором не будет частной собственности, духовных и светских властей. Требовал ликвидации сословного и имущественного неравенства, упразднения культа и религиозных таинств, которые называл суевериями.
Сожжен умеренными вместе с своим последователем Канишем в 1421 г.